# إريك مولر
إريك مولر (بالألمانية: Erik Möller)، ولد سنة 1979، مؤلف ومبرمج وصحفي ألماني؛ ونائب المدير التنفيذي لمؤسسة ويكيميديا.

## وصلات خارجية
- إريك مولر في فهرس مكتبة ألمانيا الوطنية